# 由良拓也
由良 拓也（ゆら たくや、1951年8月21日 - ）は、日本のレーシングカーデザイナー、インダストリアルデザイナー、実業家、モータースポーツ経営者および解説者。東京都出身。コンストラクター「ムーンクラフト」の創業者。

## 経歴・人物
父親は工業デザイナーの由良玲吉。父・玲吉の日本大学での教え子の中には、日本レース界のスター生沢徹や、本田宗一郎の長男である本田博俊などがおり、生沢も本田も恩師の息子である由良と深く関わるようになる。
育英高専時代に林みのると出会ってからレーシングカーの制作に携わるようになり、1972年フリーでレーシングカーのデザインを始める。1975年にレーシングカーデザイン会社としてムーンクラフトを設立。国内外様々なレーシングカーのデザイン・制作を手がける。1976年と1977年には由良曰く「仕事というより趣味の延長上の作品」である入門用フォーミュラマシン「LUNA NUOVA TT1」でFL500クラスにドライバーとしてスポット参戦したことがある。
「彼には空気が見える」と言われるほど空力設計とデザインのバランスが取れた流麗なそのフォルムは評価が高く、1977年に世に送り出した富士グランチャンピオンレース (GC) 用マシン「紫電77」は、その洗練されたデザインによりレース界に衝撃を与えた。同じくGC用として製作したMCS（ムーン・クラフト・スペシャル）カウルは、GCレースが単座席化した1980年代初頭に圧倒的な強さを誇った。
1983年にデザインした「マツダ・717C」は、ル・マン24時間レースで日本車初のクラス優勝を獲得するなど、数多くの実績を上げている。1986年からは自らレーシングチームを率いてレースに参戦する。
1989年にオリジナルマシン「MC-041」を製作し、ヨーロッパの国際F3000選手権にも遠征したが、この時はマシン熟成が進まず好成績につながらなかった。なお、この国際F3000への挑戦では7年後にF1チャンピオンとなるデイモン・ヒルがドライバーとしてムーンクラフトのマシンに搭乗した。
全日本GT選手権（現:SUPER GT）には発足当初から参戦している。最初の94年は日産シルビアを製作し、GT1クラス（現:GT500クラス）に参戦。だが、由良は当時の事を「そそのかされて、シルビアで無謀な事をしてしまった悲しいシーズン」と振り返った。以後はチーム国光やARTA等GT500クラスに参戦するホンダ系チームのマシンメンテナンスを請け負い、2006年からは紫電を製作して、Cars Tokai Dream 28から2012年まで参戦した。
レーシングチームの監督やカーデザインのみならず、自動車用パーツや船舶、腕時計、ラジコン、文房具、家具などといった自動車関連以外のインダストリアルデザインも手がける。1980年代には、「ネスカフェゴールドブレンド」テレビCM「違いが分かる男」シリーズに出演した。
1986年より2輪用ヘルメット市場に「DIC」ブランドで参入した大日本インキのヘルメットデザインを担当し、モデル名「MOONCRAFT TY-1」として販売された。1992年からはSHOEI製レーシングヘルメット「X-FOUR」のデザインも手掛け、アイルトン・セナ、ミカ・ハッキネン、ジャン・アレジ、鈴木亜久里など数多くのF1ドライバーに使用された事でも知られている。その後もフォーミュラ・ニッポンやル・マン24時間レースなどトップカテゴリーのレースにチーム監督として参戦する他、複数のレーシングカーのデザイン、開発を手掛けるなど、日本のモータースポーツの最前線で活躍。また、各種自動車・モータースポーツ雑誌にコラムを多数執筆する他、レース解説などテレビ出演も多い。また、車以外にも、ボート、釣り、料理など多様な趣味を持つ。

### 自撮り棒
自撮り棒の特許を取得していたことを2015年のSUPER GT第2戦表彰式で千代勝正が表彰台から自撮り棒を使用して撮影しているのを見て打ち明けた。ただし、特許取得当時（2005年ころ）は誰にも見向きもされず買ってもくれないし持ってても更新料にお金がかかるからということで放棄したという。実況を担当していた中島秀之の「キープしていれば今ごろは・・・」とのコメントに対し、本人曰く「僕ってこういうとこがあるんですよ。所詮そんなもんです」と苦笑していた。

## 出演

### テレビ番組
- FIA 世界耐久選手権/ル・マン24時間レース（解説）(テレビ朝日（1995 - 2003年）、J SPORTS（2012 - 現在））。
- SUPER GTレース中継（解説）（J SPORTS）[15]
- フォーミュラE（解説）（J SPORTS）[16]
- GTV（J SPORTS）
- 冒険王～大人の遊び旅～（旅チャンネル）

### CM
- ネスカフェ ゴールドブレンド (1984年)[9]

## レース戦歴

### FL500
| 年     | チーム         | マシン                | 1   | 2   | 3   | 4   | 5       | 6   | 7   | 8   | 9   | 10  | 11  | 順位 | ポイント |
| ------ | -------------- | --------------------- | --- | --- | --- | --- | ------- | --- | --- | --- | --- | --- | --- | ---- | -------- |
| 1976年 | ムーンクラフト | ルナ・ヌォーヴァ・TT1 | SUZ | SUZ | SUZ | SUZ | FSW Ret | SUZ | SUZ |     |     |     |     | NC   | 0        |
| 1977年 | ムーンクラフト | ルナ・ヌォーヴァ・TT1 | SUZ | SUZ | SUZ | TSU | FSW Ret | SUZ | SUZ | SUZ | SUZ | TSU | SUZ | NC   | 0        |